# Rémy Rebeyrotte
Rémy Rebeyrotte, né le 27 mars 1966 à Autun (Saône-et-Loire), est un homme politique français.
Adhérent du PS de 1989 à 2001, exclu une première fois puis réintégré aux rangs du PS en 2004 jusqu'en 2012 date à laquelle il est exclu une seconde fois pour infraction aux règles internes du parti. Il occupe plusieurs mandats locaux en Saône-et-Loire : il est conseiller général de 1994 à 2015, maire d'Autun de 2001 à 2017, et président de la communauté de communes de l'Autunois puis de la communauté de communes du Grand Autunois Morvan de 2008 à 2017.
Après avoir finalement rejoint en 2017 La République en marche, il est élu député dans la troisième circonscription de Saône-et-Loire lors des élections législatives de 2017 et réélu lors des élections législatives de 2022. Il est battu en 2024.

## Études et parcours professionnel
Rémy Rebeyrotte, après des études à Institut d'études politiques de Paris d'où il sort toutefois son obtenir son diplôme, obtient une maîtrise d’économie politique à l'université Panthéon-Sorbonne et devient assistant parlementaire du député socialiste André Billardon. 
Professeur d'économie en lycée général jusqu'en 2015, il est depuis 2024 principal-adjoint du collège de Migennes, dans l'Yonne .
Il a été président de la Fédération européenne des sites clunisiens de 2017 à 2024. Marc Fleuret, président du Conseil départemental de l'Indre, lui a succédé.

## Carrière politique

### Élu local à Autun
Il commence son activité politique en 1989 comme attaché parlementaire d'André Billardon. Il quitte ce poste en 1992 et devient deux ans plus tard conseiller général de Saône-et-Loire pour le canton d'Autun-Sud, une fonction qu'il conserve jusqu'à la suppression du canton lors des élections de 2015. En 2001, il présente une liste aux municipales à Autun contre le candidat officiel du PS, Didier Martinet, et remporte l'élection. Il est ensuite réintégré aux rangs du PS en 2004 sous l'étiquette du Parti socialiste. Il est réélu en 2008 puis 2014. Élu président de la communauté de communes de l'Autunois en 2008, cette dernière devient la communauté de communes du Grand Autunois Morvan en 2013. Il doit céder sa présidence à Marie-Claude Barnay en 2017 en raison de cumul des mandats.
En 2012, il est exclu du Parti socialiste, et se présente aux élections législatives en dissidence de Philippe Baumel sous l'étiquette divers gauche mais n'est pas élu, avec 7,38 % des voix au premier tour.

### Député de Saône-et-Loire

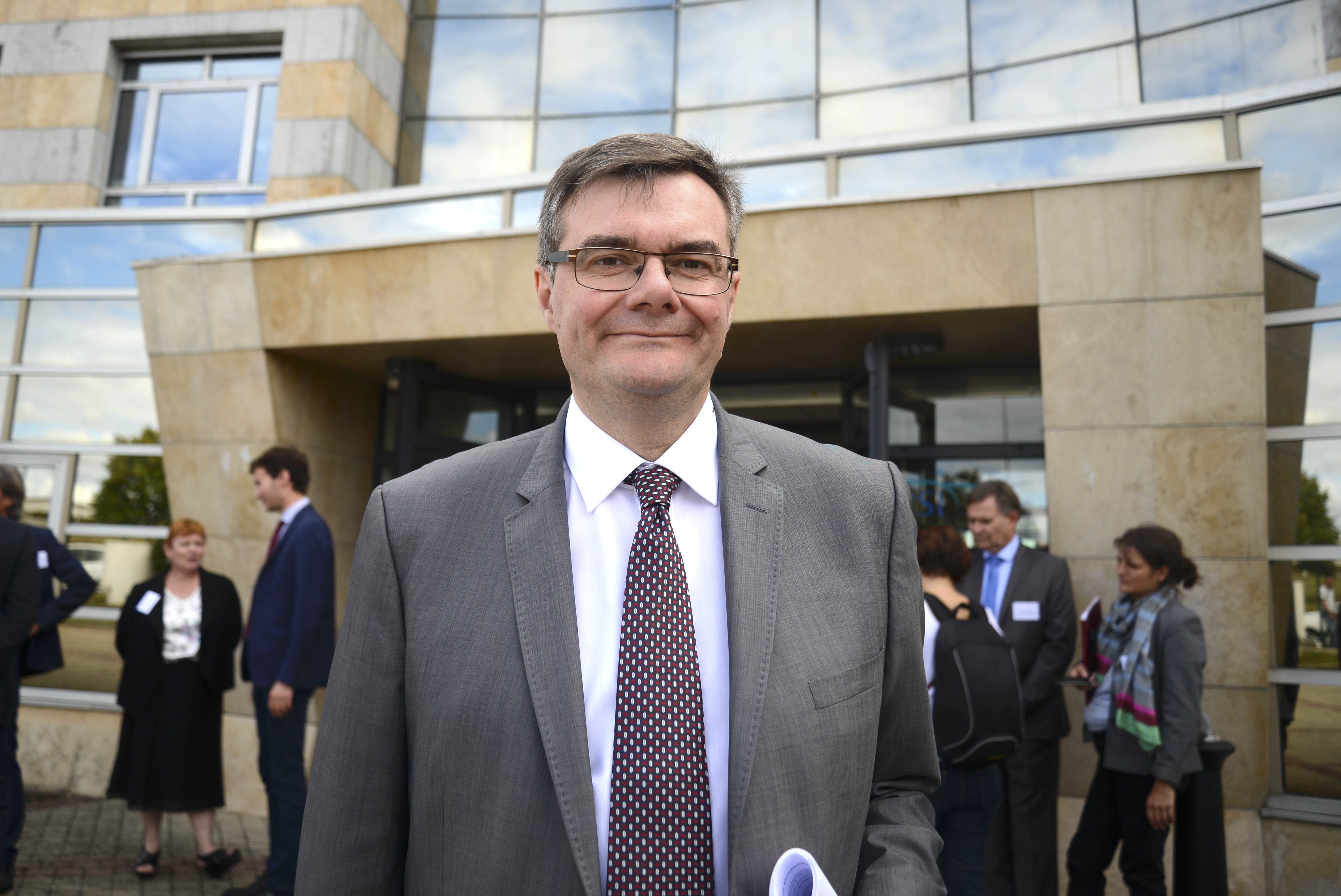
Rémy Rebeyrotte, le 05 septembre 2017 à Dijon.

En 2017, il se porte de nouveau candidat aux élections législatives avec l'investiture de La République en marche, dans la troisième circonscription de Saône-et-Loire. Il est élu député. Dans le cadre de sa campagne, selon Le Lanceur, Rémy Rebeyrotte aurait attribué  à son neveu Laurent Rebeyrotte, dirigeant de la société LR Communicability un contrat pour assurer des prestations de communication. Contacté par le journal, Rémy Rebeyrotte nie tout favoritisme dans le choix du prestataire.
En septembre 2018, après l'élection de Richard Ferrand à la présidence de l'Assemblée nationale, il se porte candidat pour lui succéder à la présidence du groupe LREM. Il est éliminé au premier tour de scrutin, arrivant dernier des 7 candidats, avec 8 voix. En juillet 2019, il est élu par les députés pour entrer au Bureau de l'Assemblée nationale. En octobre 2019, il prend ses fonctions de secrétaire du Bureau de l'Assemblée nationale[réf. nécessaire].
Lors de l'examen de la proposition de loi visant à promouvoir la « France des accents » le 18 novembre 2020 à l’Assemblée, il fait l’éloge d’Aya Nakamura en commission des lois en affirmant que les néologismes de la chanteuse « réinventent la langue française ». Cette prise de position a notamment fait réagir les réseaux sociaux car la chanteuse est régulièrement critiquée sur les paroles de ses chansons composées d'expressions inspirées de l’argot de son pays d’origine, le Mali. Face à la polémique, il poste un message sur son compte Facebook valorisant le classement international des ventes de la chanteuse en concluant que « cela m'a rappelé ce que me disaient mes parents, de l'accueil réservé au départ par un certain public des textes de Georges Brassens ou de Pierre Perret... Quelle horreur! Mais quel vocabulaire! ».

## Affaire du salut nazi
Le 19 juillet 2022, Rémy Rebeyrotte est accusé par Marine Le Pen d'avoir imité un salut nazi publiquement le 12 juillet 2022 au cours d'une session parlementaire au sein de l'hémicycle de l'Assemblée nationale. Il est par la suite convoqué par la présidente de l'Assemblée nationale. Face à la polémique, il publie un message sur Facebook dans lequel il dit « s’excuser » si le geste qu’il a commis « a pu heurter des consciences ». Le 25 juillet, Yaël Braun-Pivet inflige un rappel à l'ordre, qui constitue le premier niveau de sanction prévu par le règlement de l'Assemblée nationale tandis qu'Aurore Bergé lui a demandé « des excuses publiques inconditionnelles ». Pour sa part, il estime que sa sanction est « équilibrée ».